# Рівняння Ліппманна — Швінгера
Рівняння Ліппманна — Швінгера — квантовомеханічне рівняння, що використовується в теорії розсіяння і має форму:
{\displaystyle \psi ^{\pm }=\phi +{\frac {1}{E-{\hat {H}}_{0}\pm i0}}{\hat {V}}\psi ^{\pm }},
де {\displaystyle \psi ^{\pm }} — невідома хвильова функція, {\displaystyle \phi } — хвильова функція незбуреної задачі, {\displaystyle {\hat {H}}_{0}} — гамільтоніан незбуреної задачі, {\displaystyle {\hat {V}}} — оператор збурення, {\displaystyle E} — енергія. Знаки {\displaystyle \pm } задають правила обходу полюса і відповідають двом різним розв'язкам, в одному з яких розсіяна хвиля розбігається від центра розсіяння, а в іншому збігається до нього.
Рівняння назване на честь Бернарда А. Ліппманна та Джуліана Швінгера, які запропонували його 1950 року.